# Miss USA

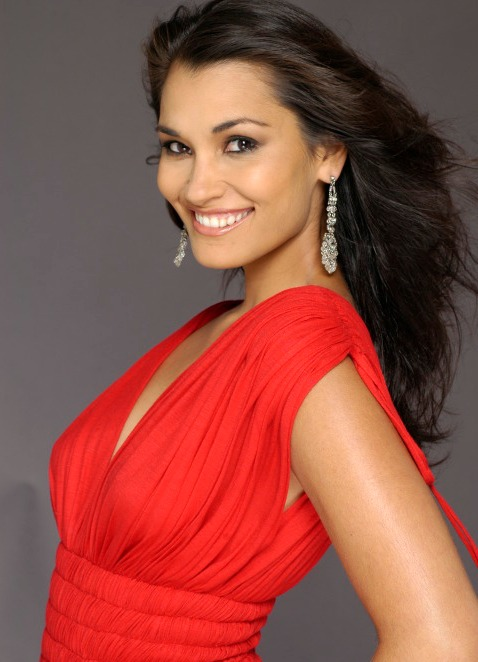
Miss Universe 1997 Brook Lee

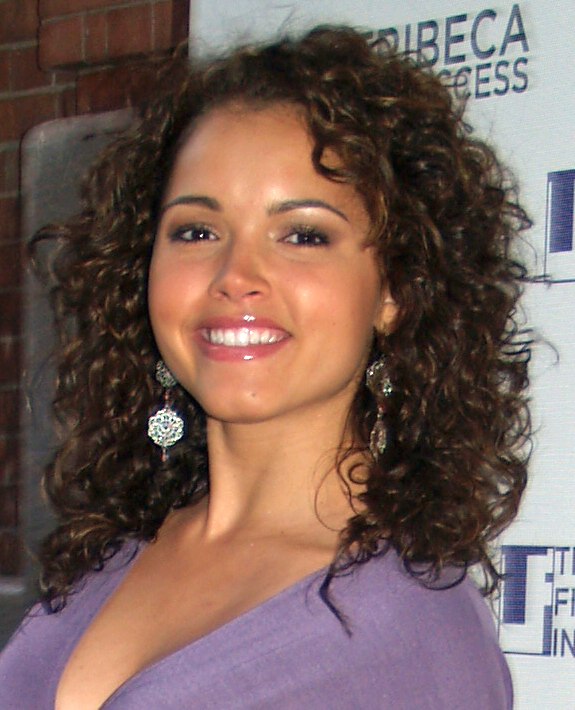
Miss USA 2003 Susie Castillo

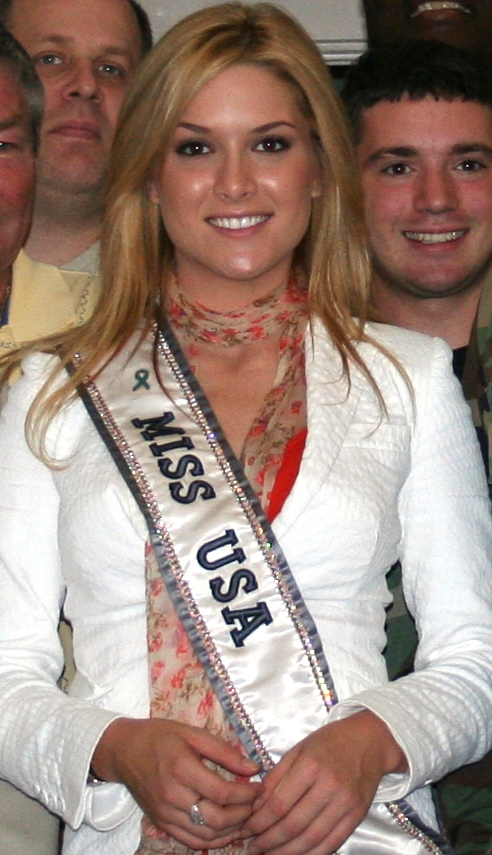
Miss USA 2006 Tara Conner

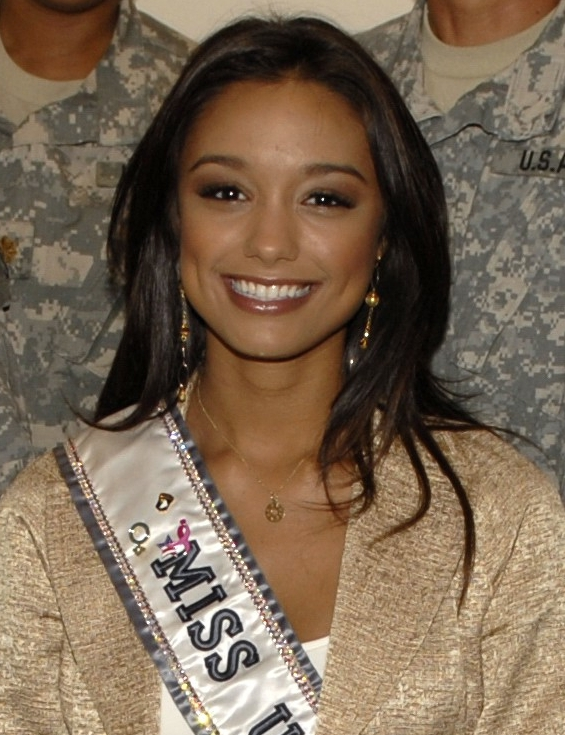
Miss USA 2007 Rachel Smith

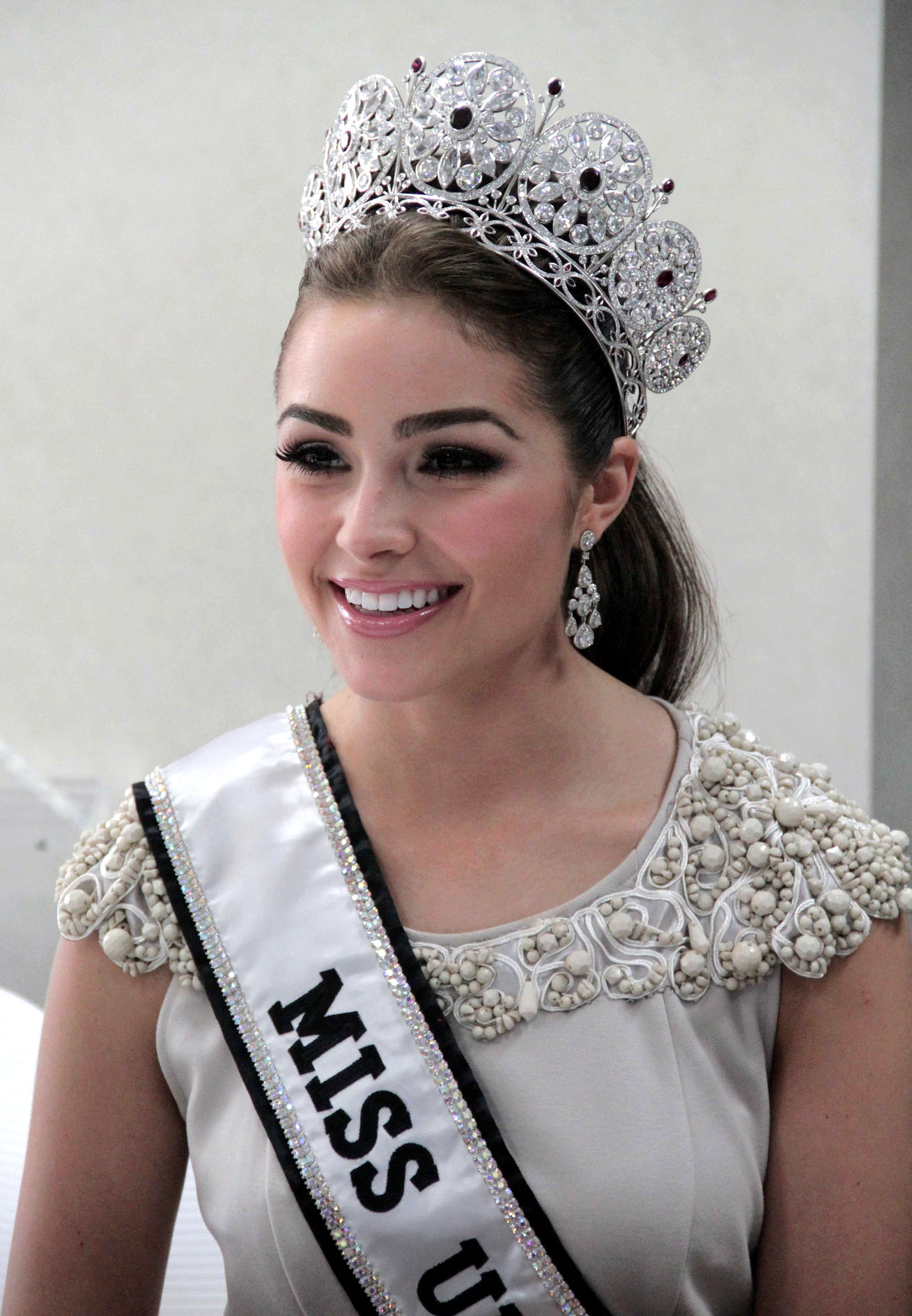
Miss Universe 2012 Olivia Culpo

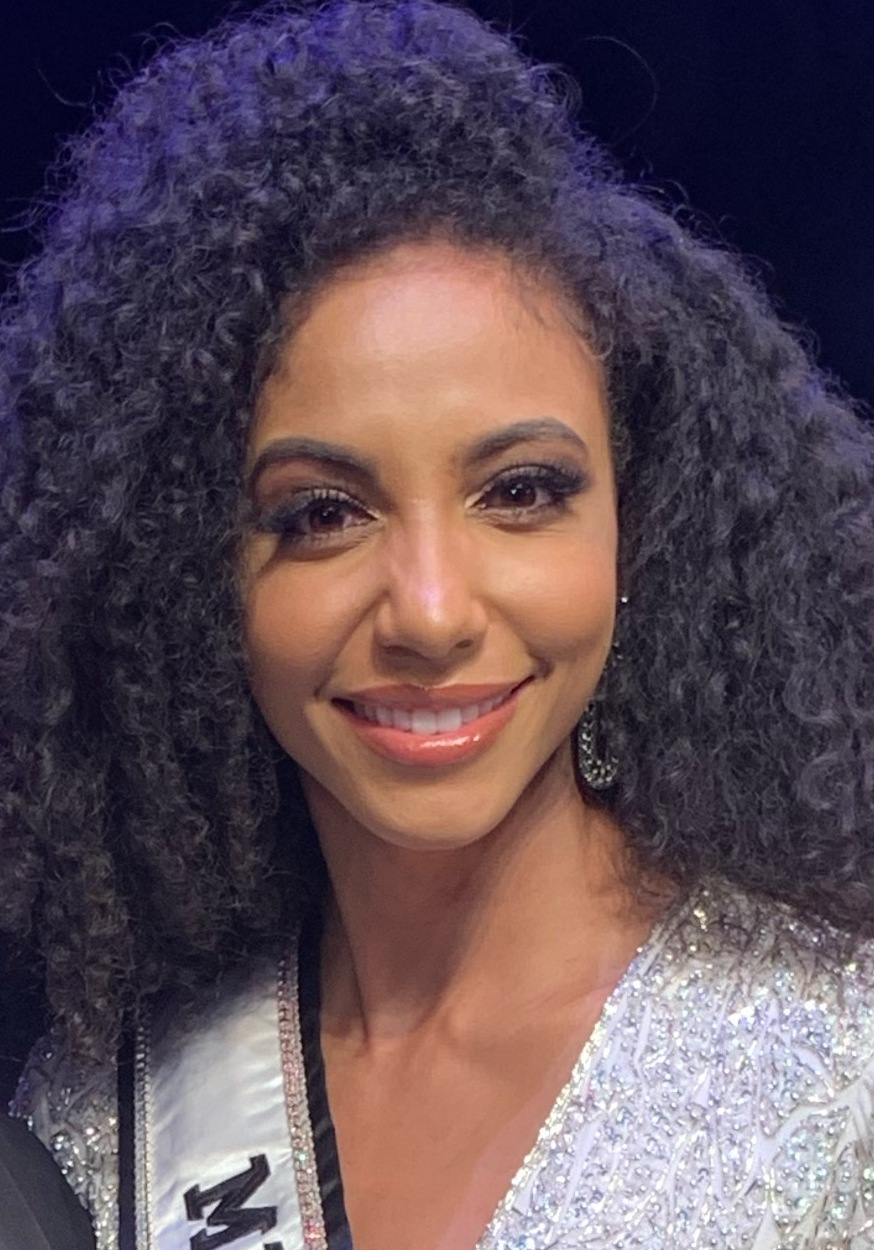
Miss USA 2017 Cheslie Kryst

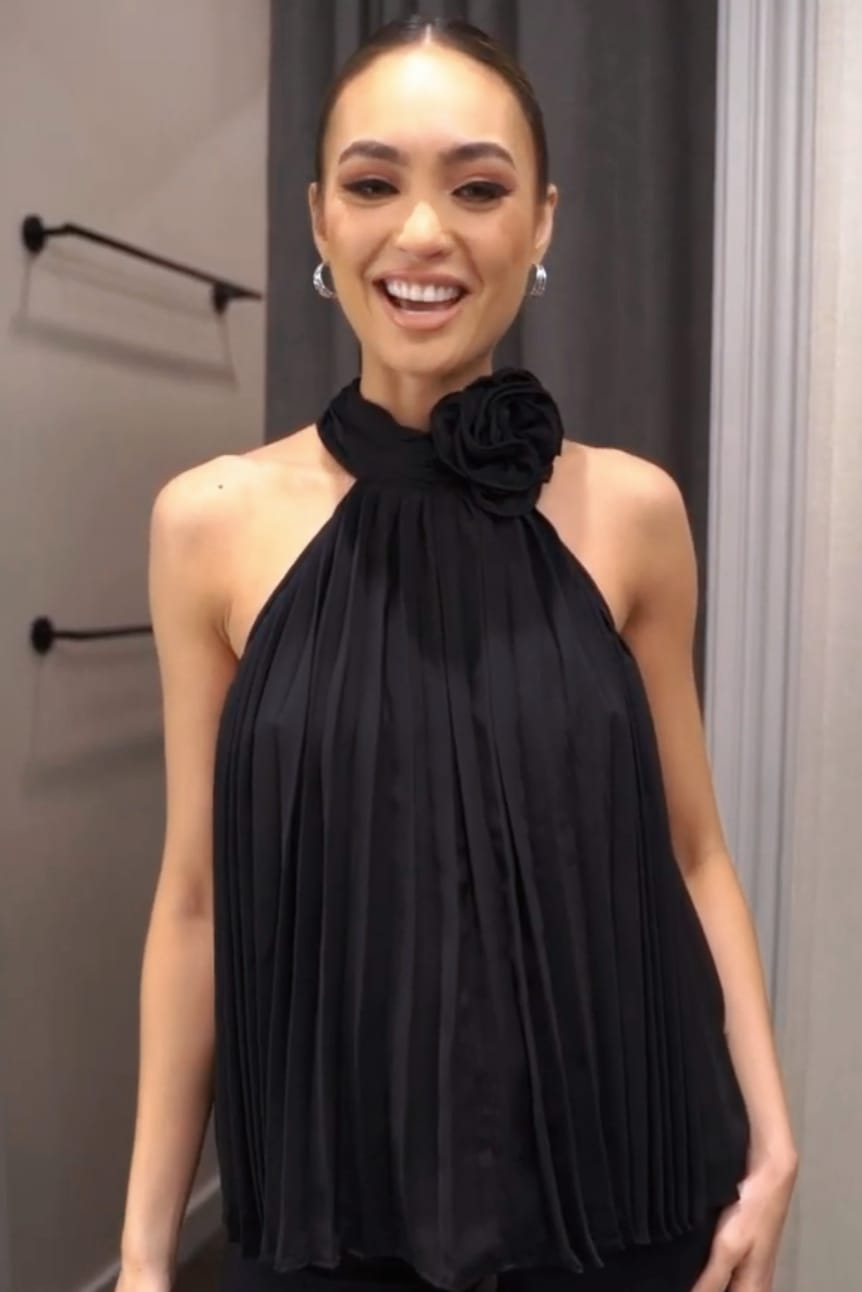
Miss Universe 2022 R'Bonney Gabriel

Miss USA to amerykański konkurs piękności, rozgrywany od 1952 roku.

## Laureatki tytułu Miss USA
| Rok  | Miss USA               | Stan                | Miejsce rozgrywania        | Miejsce na Miss Universe                                  |
| ---- | ---------------------- | ------------------- | -------------------------- | --------------------------------------------------------- |
| 1952 | Jackie Loughery        | Nowy Jork           | Long Beach                 | Kalifornia – półfinalistka                                |
| 1953 | Myrna Hansen           | Illinois            | Long Beach                 | Kalifornia – 1. wicemiss                                  |
| 1954 | Miriam Stevenson       | Karolina Południowa | Long Beach                 | Kalifornia – zwyciężczyni                                 |
| 1955 | Carlene King Johnson   | Vermont             | Long Beach                 | Kalifornia – półfinalistka                                |
| 1956 | Carol Morris           | Iowa                | Long Beach                 | Kalifornia – zwyciężczyni                                 |
| 1957 | Mary Leona Gage        | Maryland            | Long Beach                 | Kalifornia – zdetronizowana                               |
| 1958 | Eurlyne Howell         | Luizjana            | Long Beach                 | Kalifornia – 3. wicemiss                                  |
| 1959 | Terry Huntingdon       | Kalifornia          | Long Beach                 | Kalifornia – 2. wicemiss                                  |
| 1960 | Linda Bement           | Utah                | Miami Beach                | Floryda – zwyciężczyni                                    |
| 1961 | Sharon Brown           | Luizjana            | Miami Beach                | Floryda – 4. wicemiss                                     |
| 1962 | Macel Leilani Wilson   | Hawaje              | Miami Beach                | Floryda – półfinalistka                                   |
| 1963 | Marite Ozers           | Illinois            | Miami Beach                | Floryda – półfinalistka                                   |
| 1964 | Bobbie Johnson         | Dystrykt Kolumbii   | Miami Beach                | Floryda – półfinalistka                                   |
| 1965 | Sue Ann Downey         | Ohio                | Miami Beach                | Floryda – 2. wicemiss                                     |
| 1966 | Maria Remenyi          | Kalifornia          | Miami Beach                | Floryda – półfinalistka                                   |
| 1967 | Sylvia Hitchcock       | Alabama             | Miami Beach                | Floryda – zwyciężczyni                                    |
| 1968 | Dorothy Anstett        | Waszyngton          | Miami Beach                | Floryda – 4. wicemiss                                     |
| 1969 | Wendy Dascomb          | Wirginia            | Miami Beach                | Floryda – półfinał                                        |
| 1970 | Deborah Shelton        | Wirginia            | Miami Beach                | Floryda – 1 runda                                         |
| 1971 | Michele McDonald       | Pensylwania         | Miami Beach                | Floryda – półfinał                                        |
| 1972 | Tanya Wilson           | Hawaje              | Dorado                     | Portoryko – półfinał                                      |
| 1973 | Amanda Jones           | Illinois            | Nowy Jork                  | 1. wicemiss                                               |
| 1974 | Karen Morrison         | Illinois            | wodospad Niagara           | półfinalistka                                             |
| 1975 | Summer Bartholomew     | Kalifornia          | wodospad Niagara           | 2. wicemiss                                               |
| 1976 | Barbara Peterson       | Minnesota           | wodospad Niagara           |                                                           |
| 1977 | Kimberly Tomes         | Teksas              | Charleston                 | półfinalistka                                             |
| 1978 | Judi Anderson          | Hawaje              | Charleston                 | 1. wicemiss                                               |
| 1979 | Mary Therese Friel     | Nowy Jork           | Biloxi                     | półfinalistka                                             |
| 1980 | Shawn Weatherly        | Karolina Południowa | Biloxi                     | zwyciężczyni                                              |
| 1981 | Kim Seelbrede          | Ohio                | Biloxi                     | półfinalistka                                             |
| 1982 | Terri Utley            | Arkansas            | Biloxi                     | 4. wicemiss                                               |
| 1983 | Julie Hayek            | Kalifornia          | Knoxville                  | 1. wicemiss                                               |
| 1984 | Mai Shanley            | Nowy Meksyk         | Lakeland                   | półfinalistka                                             |
| 1985 | Laura Martinez-Herring | Teksas              | Lakeland                   | Top 10                                                    |
| 1986 | Christy Fichtner       | Teksas              | Miami                      | 1. wicemiss                                               |
| 1987 | Michelle Royer         | Teksas              | Albuquerque, Nowy Meksyk   | 2. wicemiss                                               |
| 1988 | Courtney Gibbs         | Teksas              | El Paso, Teksas            | Top 10                                                    |
| 1989 | Gretchen Polhemus      | Teksas              | Mobile, Alabama            | 2. wicemiss                                               |
| 1990 | Carole Gist            | Michigan            | Wichita, Kansas            | 1. wicemiss                                               |
| 1991 | Kelli McCarty          | Kansas              | Wichita, Kansas            | Top 6                                                     |
| 1992 | Shannon Marketic       | Kalifornia          | Wichita, Kansas            | Top 10                                                    |
| 1993 | Kenya Moore            | Michigan            | Wichita, Kansas            | Top 6                                                     |
| 1994 | Lu Parker              | Karolina Południowa | South Padre Island, Teksas | Top 6                                                     |
| 1995 | Chelsi Smith           | Teksas              | South Padre Island, Teksas | zwyciężczyni                                              |
| 1996 | Ali Landry             | Luizjana            | South Padre Island, Teksas | Top 6                                                     |
| 1997 | Brook Mahealani Lee    | Hawaje              | Shreveport, Luizjana       | zwyciężczyni                                              |
| 1998 | Shawnae Jebbia         | Massachusetts       | Shreveport, Luizjana       | Top 5                                                     |
| 1999 | Kimberly Pressler      | Nowy Jork           | Branson, Missouri          |                                                           |
| 2000 | Lynnette Cole          | Tennessee           | Branson, Missouri          | Top 5                                                     |
| 2001 | Kandace Krueger        | Teksas              | Gary, Indiana              | 2. wicemiss                                               |
| 2002 | Shauntay Hinton        | Dystrykt Kolumbii   | Gary, Indiana              |                                                           |
| 2003 | Susie Castillo         | Massachusetts       | San Antonio, Teksas        | Top 15                                                    |
| 2004 | Shandi Finnessey       | Missouri            | Los Angeles, Kalifornia    | 1. wicemiss                                               |
| 2005 | Chelsea Cooley         | Karolina Północna   | Baltimore, Maryland        | Top 10                                                    |
| 2006 | Tara Conner            | Kentucky            | Baltimore, Maryland        | 4. wicemiss                                               |
| 2007 | Rachel Smith           | Tennessee           | Los Angeles, Kalifornia    | 4. wicemiss                                               |
| 2008 | Crystle Stewart        | Texas               | Las Vegas, Nevada          | Top 10                                                    |
| 2009 | Kristen Dalton         | Karolina Północna   | Las Vegas, Nevada          | Top 10                                                    |
| 2010 | Rima Fakih             | Michigan            | Las Vegas, Nevada          |                                                           |
| 2011 | Alyssa Campanella      | Kalifornia          | Las Vegas, Nevada          | Top 16                                                    |
| 2012 | Olivia Culpo           | Rhode Island        | Las Vegas, Nevada          | zwyciężczyni                                              |
| 2013 | Erin Brady             | Connecticut         | Las Vegas, Nevada          | Top 10                                                    |
| 2014 | Nia Sanchez            | Nevada              | Baton Rouge, Louisiana     | 1. wicemiss                                               |
| 2015 | Olivia Jordan          | Oklahoma            | Baton Rouge, Louisiana     | 2. wicemiss                                               |
| 2016 | Deshauna Barber        | Dystrykt Kolumbii   | Las Vegas, Nevada          | Top 9                                                     |
| 2017 | Kára McCullough        | Dystrykt Kolumbii   | Las Vegas, Nevada          | Top 10                                                    |
| 2018 | Sarah Rose Summers     | Nebraska            | Shreveport, Luizjana       | Top 20                                                    |
| 2019 | Cheslie Kryst          | Karolina Północna   | Reno, Nevada               | Top 10                                                    |
| 2020 | Asya Branch            | Missisipi           | Memphis, Tennessee         | Top 21                                                    |
| 2021 | Elle Smith             | Kentucky            | Tulsa, Oklahoma            | Top 10                                                    |
| 2022 | R’Bonney Gabriel       | Teksas              | Reno (Nevada)              | zwyciężczyni                                              |
| 2022 | Morgan Romano          | Karolina Północna   | Auburn, Alabama            | przejęła koronę, po tym jak Gabriel została Miss Universe |
| 2023 | Noelia Voigt           | Utah                | Reno (Nevada)              | Top 20                                                    |